# Фрейтаг, Георг Вильгельм Фридрих
Георг Вильгельм Фридрих Фрейтаг (нем. Georg Wilhelm Friedrich Freytag; 19 сентября 1788, Люнебург — 16 ноября 1861, Бонн) — немецкий историк-медиевист и филолог, востоковед-арабист.

## Биография
Окончил Гёттингенский университет, где преподавал в 1811—1813 годах.
В 1815 году вступил капелланом в прусскую армию и в её составе дошёл до Парижа. Здесь он в течение четырёх лет занимался у Сильвестра де Саси арабским, персидским и турецким языками.
С 1819 года — профессор восточных языков Боннского университета.
С 1831 года — член-корреспондент Петербургской Академии наук. Кроме этого — член Нидерландской королевской академии наук и Прусской академии наук.

## Научное наследие
Автор трудов по арабской истории и филологии.

### Труды
- Selecta ex historia Halebi. Paris, 1819.
- Locmani fabulae. Bonn, 1823.
- Hamasa. 2 Bände. Bonn, 1828—1852.
- Darstellung der arabischen Verskunst. Bonn, 1830; 1838.
- Lexicon arabico-latinum. Halle, 1830—1837.
- Ibn Arabschah. Bonn, 1832—1852.
- Chrestomathia arabica. Bonn, 1834.
- Kurzgefasste Grammatik der hebräischen Sprache. Halle, 1835.
- Arabum proverbia. 3 Bände. Bonn, 1838—1843.
- Einleitung in das Studium der arabischen Sprache. Halle, 1861.

## Известные ученики
- Ульман, Леопольд